# Terra Nova Islands
Die Terra Nova Islands sind zwei Phantominseln vor der Küste Ostantarktikas. Ihre vermeintliche Position liegt etwa 25 Kilometer nördlich der Landspitze Williamson Head.
Am 8. März 1961 will der australische Polarforscher Phillip Law von Bord des Forschungsschiffs Magga Dan im Rahmen einer Australian National Antarctic Research Expedition (ANARE) die beiden Inseln gesichtet haben. Er benannte sie nach dem Forschungsschiff Terra Nova, dem Expeditionsschiff der British Antarctic Expedition (1910–1913). Von Bord dieses Schiffes aus hatte Lieutenant Harry Pennell von der Royal Navy verschiedene geographische Objekte in dieser Gegend entdeckt und kartografiert. Das Antarctic Names Committee of Australia erkannte diese Namensgebung später offiziell an. Die Terra Nova Islands wurden in der Folge auf amtlichen Seekarten der Region verzeichnet und in Nachschlagewerken und Datenbanken wie etwa dem amerikanischen Geographic Names Information System aufgenommen.
Erst mehr als 20 Jahre später stellte sich heraus, dass die Inseln nicht existieren. Die deutsche Bundesanstalt für Geowissenschaften und Rohstoffe plante 1989, die Inseln im Rahmen der Forschungsexpedition GANOVEX V aufzusuchen und zu kartieren. Geologen sollten dort mit einem Hubschrauber landen und Gesteinsproben entnehmen.
Jedoch konnten die Inseln weder vom Hubschrauber aus, noch vom Forschungsschiff Polar Queen, das sich den Koordinaten der Inseln bis auf zwei Seemeilen näherte, gefunden werden. Auch ein weiterer Erkundungsflug über ein größeres Gebiet brachte keine weiteren Erkenntnisse, während andere dort verzeichnete Inseln wie die kleineren Aviator Islands und Babushkin Island deutlich erkennbar waren. Eine Erkundung der Position mit Echolot zeigte Wassertiefen von 170 bis 355 Metern in diesem Bereich an. Auch die späteren Expeditionen GANOVEX VII und GANOVEX VIII bestätigten die Nicht-Existenz der Terra Nova Islands.
Der unterseeische Terra-Nova-Canyon wurde 1988 nach dieser Inselgruppe benannt.